# 穆爾貝克的威廉
穆爾貝克的威廉（荷蘭語：Willem van Moerbeke），中世纪哲学家，在拜占庭帝国的拉丁统治时期首先将许多哲学、医学和科学文本从希腊语翻译成拉丁语，对当时欧洲学术界产生了重大影响，其作品仍然受到现代学者的尊重。他最早把亚里士多德的《政治学》翻译为拉丁语，还翻译了许多其他亚里士多德的著作。